# LHW Dt 600 PS
Die normalspurigen Tenderlokomotiven der Bauserie LHW Dt 600 PS waren Dampflokomotiven für den Rangier- und Werkbahnbetrieb und wurden von den Linke-Hofmann-Werken 1924 für die Zeche Westfalen, die Werkbahn der August Thyssen-Hütte und die Braunschweigische Landes-Eisenbahn gebaut.
Bis 1959 wurden alle drei Lokomotiven ausgemustert.

## Geschichte der bekannten Lokomotiven

### Braunschweigische Landes-Eisenbahn
1924 beschaffte die Braunschweigische Landes–Eisenbahn (BLE) zwei moderne Vierkuppler unterschiedlicher Bauart. Eine davon war die von den Linke-Hoffmann-Werken hergestellte Lokomotive für Nassdampf, die für eine Leistung von 600 PS ausgelegt war. In der Lieferliste war die Lokomotive als Typ Niet angegeben, auf einer Werbepostkarte war sie als Codewort: Stabfalle bezeichnet.
Mit dieser Lokomotive wurde der schwere Güterzugdienst abgewickelt. Mit der Verstaatlichung der BLE erhielt die Lokomotive von der DR die Betriebsnummer 92 1081. Sie blieb bis 1947 auf ihrer Strecke und wurde 1948 ausgemustert. Danach wurde sie als Werklok im Ausbesserungswerk Paderborn-Nord verwendet und trug hier die Bezeichnung 805.80/1. Hier wurde sie bis 1959 eingesetzt und wurde dann erneut ausgemustert.

### Zeche Westfalen
1924 beschaffte die Zeche Westfalen die Lokomotive mit der Fabriknummer 2938, die die Nummer 3 erhielt. Sie war drei Jahrzehnte lang eingesetzt und wurde 1956 ausgemustert sowie verschrottet.

## Konstruktion
Die Lokomotive besaß einen Blechrahmen, der gleichzeitig als Wasserkastenrahmen diente. Zusätzlich besaß die Lok noch einen t-förmig eingehangenen Wasserbehälter und einen weiteren seitlichen Wassertank. Damit hatte sie einen Wasservorrat von 8,5 m³.
Die Lokomotive der Zeche Westfalen hatte keinen seitlichen Wasserbehälter, der Wasservorrat betrug lediglich 5,5 m³. Der Kohlenvorrat war hinter dem Führerhaus. Die erste Achse der Lok war seitenverschiebbar gestaltet, die drei anderen fest im Rahmen gelagert.
Die Lokomotiven arbeiteten nach dem Nassdampfverfahren und besaßen einen Speisewasservorwärmer. Die Dampfverteilung wurde über eine Heusinger-Steuerung und Flachschieber vorgenommen.